# Гоголь (телесериал)
«Гоголь» — киносериал режиссёра Егора Баранова от продюсерской компании «Среда». Фильмы сняты по мотивам произведений Николая Гоголя из сборника «Вечера на хуторе близ Диканьки». Главную роль играет Александр Петров.
«Гоголь. Начало» — первый из фильмов проекта «Гоголь» и первый российский телесериал, у которого есть театральный релиз. Он был выпущен 31 августа 2017 года и заработал $7 757 988 в кассе. Фильм «Гоголь. Вий» вышел в прокат 5 апреля 2018 года. Фильм получил $8 011 641 в кассе. «Гоголь. Страшная месть» вышел в прокат 30 августа 2018 года. Фильмы вышли также в прокат за рубежом — в Германии, Австрии, Бельгии, Швейцарии, на Кипре, в ОАЭ и других странах.
Затем три фильма были разбиты на 6 часовых серий, которые впоследствии вместе с ещё двумя сериями, не выходившими в прокат и не влияющими на общую драматургию, были показаны с 25 марта по 4 апреля 2019 года на телеканале «ТВ-3» как телесериал.

## В ролях
| Актёр                     | Роль                                                       |
| ------------------------- | ---------------------------------------------------------- |
| Александр Петров          | Николай Васильевич Гоголь                                  |
| Олег Меньшиков            | следователь Яков Петрович Гуро                             |
| Евгений Стычкин           | глава полицейского управления Александр Христофорович Бинх |
| Таисия Вилкова            | Елизавета Андреевна (Лиза) Данишевская                     |
| Артём Ткаченко            | Алексей Алексеевич Данишевский                             |
| Юлия Франц                | дочь мельника Оксана                                       |
| Евгений Сытый             | слуга Гоголя Яким                                          |
| Ян Цапник                 | доктор Леопольд Леопольдович Бомгарт                       |
| Сергей Бадюк              | кузнец Вакула                                              |
| Марта Тимофеева           | дочь кузнеца Вакулы Василина                               |
| Валерий Рыбин             | Тёмный Всадник                                             |
| Ксения Разина             | Ульяна                                                     |
| Светлана Киреева          | Христина                                                   |
| Валерий Скляров           | кучер Никифор                                              |
| Артём Сучков              | писарь Тесак                                               |
| Евгений Капитонов         | отец Варфоломей                                            |
| Павел Деревянко           | Александр Сергеевич Пушкин                                 |
| Кирилл Полухин            | Басаврюк                                                   |
| Дмитрий Быковский-Ромашов | Солопий Черевик                                            |
| Аскар Нигамедзянов        | Михаил Юрьевич Лермонтов                                   |
| Анвар Либабов             | безносый                                                   |
| Юлия Марченко             | мать Гоголя Мария Ивановна Гоголь-Яновская                 |
| Андрей Астраханцев        | отец Гоголя Василий Афанасьевич Гоголь-Яновский            |
| Геннадий Смирнов          | Родион Евлампьевич Манилов                                 |
| Виталий Коваленко         | следователь Ковлейский                                     |
| Беата Маковская           | Хавронья                                                   |
| Вадим Лобанов             | Чернозуб                                                   |
| Семён Сытник              | обер-полицмейстер Иван Кузьмич Шпекин                      |

## Награды
- 2017 «Гоголь» участвовал в кинофестивале Amarcord Chicago Arthouse Film Awards, победил и получил награду «Лучший телесериал» (Best TV Series)[10].
- По итогам 2018 года сериал «Гоголь» вошел в ТОП-5 лучших российских телесериалов по версии «Кинократии»[11].

## Список серий
| № | # | Название              | Оригинальная дата показа |
| --- | - | --------------------- | ------------------------ |
| 1 | 1 | «Убийства в Диканьке» | 25 марта 2019            |
| 1829 год. Молодой писарь и начинающий писатель Николай Гоголь знакомится с гением столичного сыска Яковом Гуро, чтобы вместе с ним отправиться в небольшое украинское село Диканьку. Здесь им предстоит расследовать то, что сегодня назвали бы серийными убийствами.                   |   |                       |                          |
| 2 | 2 | «Красная Свитка»      | 26 марта 2019            |
| Жертв в Диканьке становится всё больше. Ночью убита Хавронья, которая в тайне от мужа гуляла с Поповичем. До смерти напуганный Попович рассказывает, что в её гибели виновата нечистая сила. Однако Гоголь сомневается в том, что убийство Хавроньи — дело рук Тёмного Всадника...      |   |                       |                          |
| 3 | 3 | «Заколдованное место» | 27 марта 2019            |
| На постоялый двор приезжает Басаврюк, которого местные называют бесом и охотником за человечьими душами. В эту же ночь пропадает юная Даринка, и Гоголь просит утопленницу Оксану помочь её отыскать. Гоголь узнаёт, что семья Данишевских окутана мрачными тайнами...                  |   |                       |                          |
| 4 | 4 | «Мертвые души»        | 28 марта 2019            |
| В Диканьке появляется новая жертва. Убитым оказывается мужчина. Расследование приводит Гоголя в закрытое поместье «Чёрный камень», где проводят время влиятельные особы, сохраняя анонимность. Гоголь подозревает, что один из них и есть Тёмный Всадник.                               |   |                       |                          |
| 5 | 5 | «Колодец крови»       | 1 апреля 2019            |
| Гоголь понимает, что кто-то украл все его записи о Тёмном Всаднике. Вором оказывается Чернозуб — сошедший с ума бывший глава города, и у него на это есть причины. Гоголя посещают видения о двенадцати жертвах Тёмного Всадника. В тот же день пропадает Лиза Данишевская…             |   |                       |                          |
| 6 | 6 | «Вий»                 | 2 апреля 2019            |
| Пять молодых девушек находят в своих домах знаки Тёмного Всадника. Чтобы избежать жертв, решено спрятать всех девушек хутора в одном месте. Гоголь считает, что ведьма Ульяна может иметь к этому отношение, отправляется поговорить с ней, но обнаруживает её убитой.                  |   |                       |                          |
| 7 | 7 | «Логово Всадника»     | 3 апреля 2019            |
| Данишевский делает Оксане предложение: он вернёт девушку с того света, а она поможет ему сделать так, чтобы Гоголь навсегда покинул Диканьку. Оксана соглашается. Гоголь тем временем узнаёт страшную тайну о своём предназначении и о таинственном человеке без носа из своих видений… |   |                       |                          |
| 8 | 8 | «Страшная месть»      | 4 апреля 2019            |
| Лиза раскрывает правду о том, почему она вышла замуж за графа Данишевского. Гоголь узнаёт, кем на самом деле является Гуро и с какой целью он взял юного писаря с собой в Диканьку. Будет ли раскрыта главная тайна? Кто прячется под маской Тёмного Всадника?                          |   |                       |                          |

## Нереализованное продолжение
В апреле 2018 года генеральный продюсер «ТВ-3» Евгений Никишов заявил:

Мы встретимся на MIPTV с нашим партнёром Александром Цекало и будем обсуждать сценарий второго сезона. Надеемся, что запустим его в производство уже в этом году.

В июне того же года генеральный продюсер «Среды» Александр Цекало раскрыл свои мысли о продолжении проекта:

Мы планируем во втором сезоне киносериала «Гоголь», не скажу на какие роли, взять с каждым из фильмов по иностранному актёру. Но они будут привлечены лишь потому, что будут играть представителей этой страны. И разговаривать будут, соответственно, на этом языке.

12 апреля 2019 года на питчинге Фонда кино в МИА «Россия сегодня» было объявлено, что продолжение выйдет не в формате сериала, а в виде полнометражного фильма с бюджетом 150 миллионов рублей.
Также Евгений Никишов заявил, что Николая Васильевича Гоголя вместо Александра Петрова должен был сыграть другой актёр:

После первых трёх фильмов продажи книг Николая Васильевича Гоголя в российских магазинах довольно сильно выросли, и нам кажется это одним из самых важных итогов проекта «Гоголь». Мы надеемся, что и следующий фильм окажется таким же успешным, как предыдущие. Кто сыграет Гоголя — пока секрет, мы сохраним это в тайне до последнего момента. В рамках развития кинофраншиз совершенно нормально, когда одного персонажа играют разные актёры, — достаточно вспомнить, например, Джеймса Бонда или Бэтмена. Мы решили воспользоваться опытом коллег, которые годами работают над развитием своих киновселенных и стараются их «освежать» с каждым новым фильмом. Гоголь — наш писатель-супергерой, поэтому мы подойдём к подбору актёра на его роль тщательно и постараемся удивить зрителей.

В апреле 2021 года генеральный продюсер «Среды» Иван Самохвалов в интервью RT сообщил о решении отказаться от идеи продолжения:

Знаете, мы научились отпускать идеи, когда на пути к их реализации возникает слишком много препятствий. Нужно уметь отпускать проекты. Это как раз тот случай, когда было много препятствий. Петров выбыл. Неприятно, но давайте ещё что-то. Ещё что-то тоже не складывается. Решили отложить на время. Есть чем заняться вместо того, чтобы бесконечно бороться с трудностями, стоящими на пути производства второго сезона сериала «Гоголь».